# Joseph Shea
Joseph Gerald Shea (Brookline, 20 de setembro de 1919 - Marietta, 4 de agosto de 2005) foi um oficial da lei americano que era um agente especial do FBI (Federal Bureau of Investigation) dos Estados Unidos.

## Infância e educação
Shea nasceu em Brookline, Massachusetts, em 20 de setembro de 1919. Era o terceiro filho de uma família de quatro filhos de Frank Shea e sua esposa irlandesa, Alice Mary. A família se mudou com a avó paterna após a morte de sua mãe, quando ele tinha oito anos. Shea se juntou ao Exército em 1942, depois de trabalhar no Ritz Carlton Hotel e no Boston Navy Yard. Ele serviu na 36ª Divisão como Primeiro Sargento. Ele juntou-se às tropas enviadas para a Europa no Queen Mary, que estava sendo usado para transportar tropas para o exterior. O navio quase afundou no mar quando foi atingido por uma onda perigosa, mas se endireitou e os 15.000 membros das tropas a bordo estavam a salvo. Ele serviu no norte da África, Itália e França durante a Segunda Guerra Mundial. Após a guerra, Shea frequentou o Boston College e se formou em contabilidade.

## Carreira
Após a formatura, ele começou a trabalhar no Federal Bureau of Investigation, começando como funcionário de identificação. Em fevereiro de 1951, ele foi nomeado Agente Especial. Durante sua carreira, Shea trabalhou em vários escritórios, incluindo Louisville, Chicago e Atlanta. Ele trabalhou em vários casos notáveis, incluindo o seqüestro de Barbara Mackle e o caso de Frank Abagnale. Aposentou-se em 31 de dezembro de 1977.

## Vida pessoal
Shea conheceu e se casou com Sarah Blakernan em Louisville em maio de 1953. Eles tiveram duas filhas, Reva e Ruth. Após sua aposentadoria, Shea mudou-se para Kentucky, onde ele e sua esposa moravam em uma fazenda e visitavam St. Thomas todo inverno. Eles voltaram para Marietta, na Geórgia, para morar em 1997. Shea era um jogador de golfe ávido.

## Morte
Shea morreu em Marietta, Geórgia, em 4 de agosto de 2005, aos 85 anos e foi enterrado no Cemitério do Memorial da Geórgia.

## Na cultura popular
No filme de 2002, Catch Me If You Can, o personagem fictício Carl Hanratty, interpretado por Tom Hanks, é vagamente baseado no relacionamento que Shea teve com Frank Abagnale. Segundo Frank Abagnale, sua profunda amizade com Shea, como retratada no filme, durou 30 anos até a morte de Shea.